# Destinația: creierul!
Destinația: creierul! (engleză Fantastic Voyage II: Destination Brain cu sensul Călătorie fantastică: destinația creierul) este un roman științifico-fantastic scris de Isaac Asimov în 1987. Romanul prezintă povestea unui grup de oameni de știință care sunt micșorați la dimensiuni microscopice pentru a putea intra într-un creier uman, astfel încât aceștia să poată prelua amintiri de la un coleg aflat în comă.